# Lithobius sbordonii
Lithobius sbordonii är en mångfotingart som beskrevs av Matic 1967. Lithobius sbordonii ingår i släktet Lithobius och familjen stenkrypare. Inga underarter finns listade i Catalogue of Life.